# Wurfpuppe

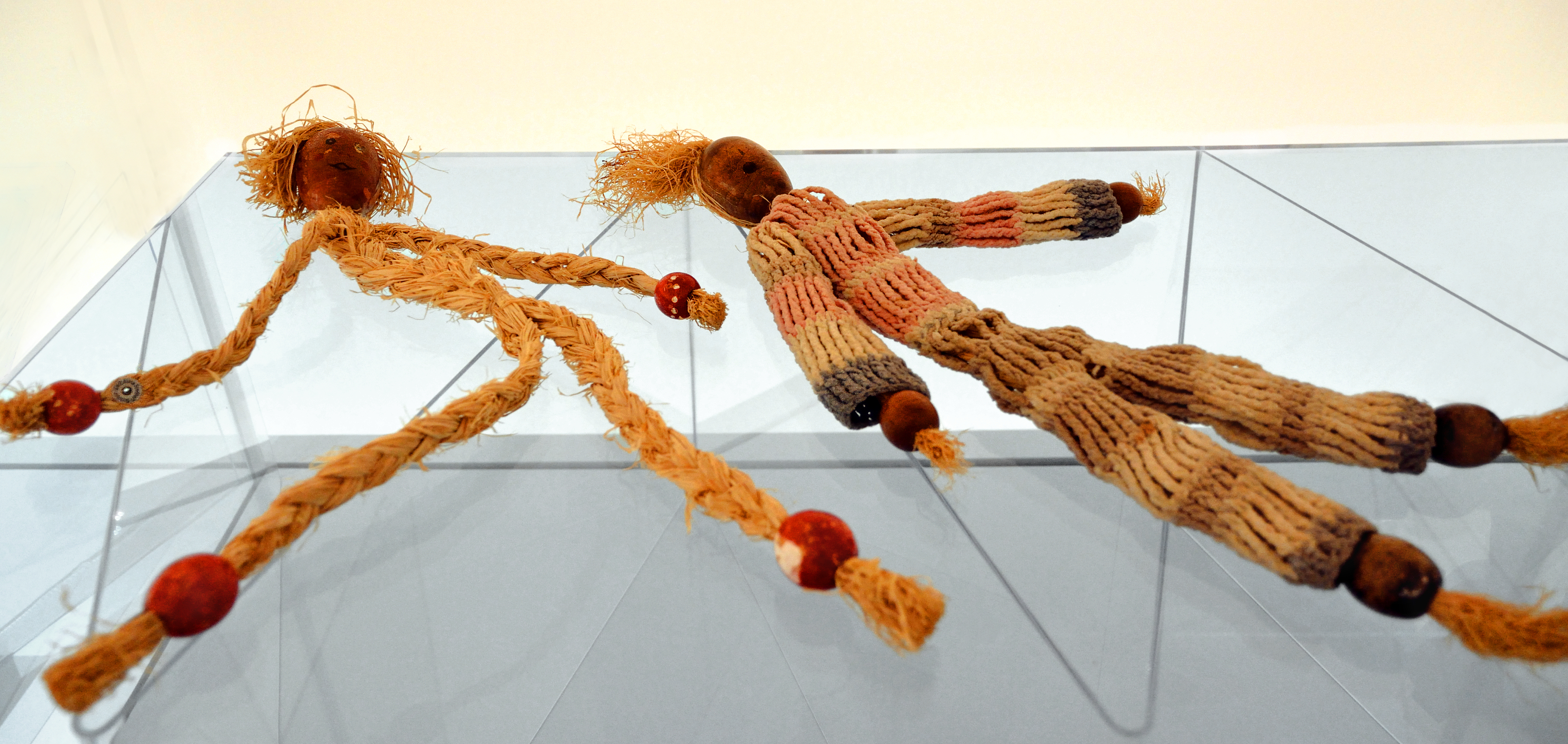
Zwei Wurfpuppen; die linke Puppe trägt am rechten Arm eine Patentmarke

Eine Wurfpuppe ist eine Puppe für Kinder, die wie der Name es sagt, zum spielenden Herumwerfen und Fallenlassen vorgesehen ist. Sie wurde 1923 von der Kunsthandwerkerin Alma Siedhoff-Buscher entworfen, die zu der Zeit kindgerechtes Spielzeug am Bauhaus entwickelte. Sie wurde im Jahr 1926 beim Deutschen Reichspatentamt eingetragen.

## Beschreibung und Material

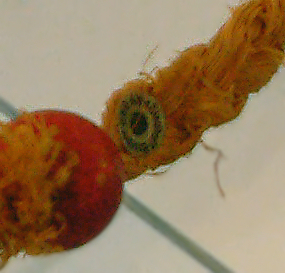
Patentmarke am Arm einer Wurfpuppe

Wurfpuppen sind ein widerstandsfähiges und zugleich weiches Spielzeug. Bei der Wahl der Materialien legte Alma Siedhoff-Buscher Wert auf Naturmaterialien und Robustheit. Der Körper der dünngliederigen Puppen besteht aus geflochtetem Bast, der biegsam ist. Der Bastkörper ist zum Teil mit Kleidern aus weichem Chenillegarn umhäkelt, der die Kleidung darstellt. Ebenso wird die Bekleidung aus geflochtenen Garnsträngen gebildet. Eingearbeitete Holzkugeln unterschiedlicher Größe bilden Kopf, Hände und Füße.
Die Patenteintragung beim Deutschen Reichspatentamt von 1926 trägt die offizielle Bezeichnung „Puppe aus zopfartigem Geflecht“. In der Patentschrift heißt es, dass sich die Puppe durch Beweglichkeit und Unverwüstlichkeit auszeichne. Zum Herstellungsumfang der Wurfpuppen gibt es unterschiedliche Angaben. Einerseits sollen sie im Gegensatz zum Schiffbauspiel von Alma Siedhoff-Buscher nie in Serie gefertigt worden sein, anderen Angaben nach seien sie ein Verkaufsschlager gewesen. Heute werden kleinere Nachbildungen der Puppen vom „Lebenshilfe-Werk Weimar Apolda“ in Handarbeit gefertigt und im Bauhaus-Museum in Weimar angeboten.

## Pädagogischer Nutzen

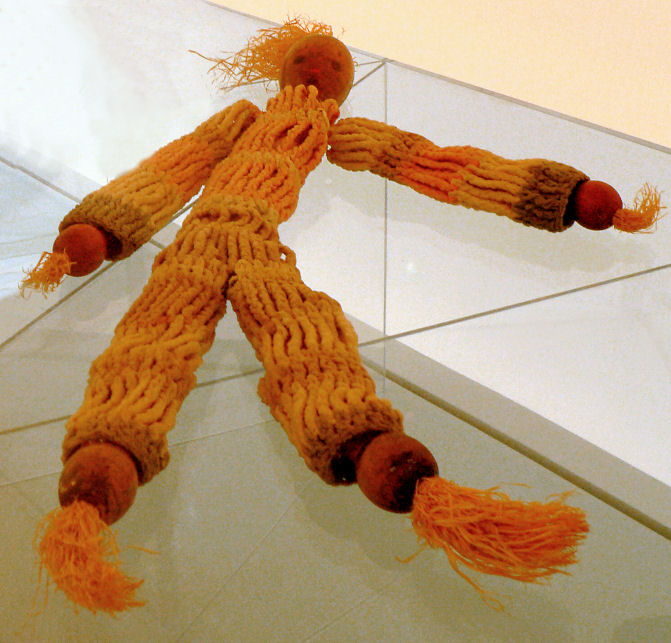
Eine Wurfpuppe

Bei der Entwicklung der Wurfpuppen war Alma Siedhoff-Buscher inspiriert von der Reformpädagogik und von Friedrich Fröbels Forderungen nach einfachem und kindgerechtem Spielmaterial, das die Fantasie des Kindes fördert. Ihre Intention war, dass Kinder in Gemeinschaft sich die Wurfpuppen zuwerfen können, anstatt mit einer Puppe einsam und allein in einer Ecke zu spielen. Dies befreie Kinder von vorgegebenen Spielmustern und festen Rollen. Außerdem sollte das Werfen die Motorik und Wahrnehmungsvermögen der Kinder schulen. Ebenso können die Wurfpuppen als Zufallsfiguren zu Boden fallen.